# Beaumont-les-Autels
Beaumont-les-Autels é uma comuna francesa na região administrativa do Centro, no departamento Eure-et-Loir. Estende-se por uma área de 20,55 km². Em 2010 a comuna tinha 504 habitantes (densidade: 24,5 hab./km²).